# Nathaniel Jarvis
Nathaniel Stephen Jarvis (Cardiff City, Gales, 20 de octubre de 1991) es un futbolista profesional británico que juega como delantero en el Barry Town United de la Cymru South de Gales. Nacido en Gales, es internacional con la selección de fútbol de Antigua y Barbuda.

## Primeros años de vida
Cuando era adolescente, Jarvis creció en el área de Culverhouse Cross de Cardiff y asistió a Ysgol Gymraeg Plasmawr.

## Carrera

### Cardiff City
Nacido en Cardiff, Jarvis comenzó su carrera en el Cardiff City de su ciudad natal y se unió a su academia a la temprana edad de 8 años. Junto a Ibrahim Farah, firmó formularios de colegial al comienzo de la temporada 2008-09. Habiendo terminado como máximo goleador de la selección sub-18 durante la temporada 2009-10, fue nombrado suplente del primer equipo en varios partidos a principios del año siguiente.

### Southend United
El 24 de septiembre de 2010, Jarvis se unió al Southend United dela  Football League Two en un contrato de préstamo de un mes después de impresionar en un partido de reserva, haciendo su debut profesional como suplente en lugar de Blair Sturrock durante una victoria por 3-1 sobre Hereford United Luego pasó a hacer un total de siete apariciones en todas las competiciones antes de regresar a Cardiff.

### Cardiff (2.ª etapa)
El 23 de mayo de 2011, Cardiff City le ofreció a Jarvis su primer contrato profesional junto a Alex Evans e Ibrahim Farah. Jarvis anotó su primer gol profesional en su debut competitivo contra el Oxford United el 10 de agosto de 2011 en la Copa de la Liga con un cabezazo alto de 20 yardas.
El 9 de septiembre, Jarvis se unió inicialmente al Newport County vecino National League, con un préstamo de un mes. Hizo su debut al día siguiente contra Mansfield Town, que County perdió 5-0. Jarvis anotó su primer gol con Newport, contra Barrow el 24 de septiembre. En enero de 2012, Jarvis se reincorporó al condado de Newport en calidad de préstamo hasta el final de la temporada 2011-12. El 12 de mayo de 2012 jugó para Newport en la final del FA Trophy en el estadio de Wembley, que Newport perdió 2-0 ante la ciudad de York.
El 20 de noviembre de 2012, Jarvis se incorporó cedido a Forest Green Rovers hasta el 5 de enero. Hizo su debut en Forest Green el 8 de diciembre de 2012, en un empate 1-1 con Macclesfield Town.
El 31 de enero de 2013, Jarvis, de 21 años, se unió a Kidderminster Harriers procedente de los líderes del campeonato Cardiff City hasta el final de la temporada. Los Harriers no lograron ascender a pesar de estar entre los primeros durante la mayor parte del período de préstamo de Jarvis. Tras su regreso a Cardiff, el club le dijo que no le ofrecerían un nuevo contrato.

### Brackley Town
Fichó por Brackley Town tras su marcha de Cardiff.

### Bath City
En diciembre de 2013, se unió a Bath City en un acuerdo sin contrato.

### Gloucester City
Sin embargo, solo un mes después, en enero de 2014, se unió a Gloucester City. Después de un período cedido en el Cirencester Town, se unió a ellos en septiembre de 2014 con un contrato permanente.

### Chippenham Town
En junio de 2018, se unió al Chippenham Town de la Liga Nacional Sur.

### Barry Town United
En junio de 2020, Jarvis se unió a Barry Town United.

## Selección nacional
Se convocó por primera vez a Jarvis a la selección de fútbol de Antigua y Barbuda el 1 de septiembre de 2011 para jugar contra Curaçao y las Islas Vírgenes Estadounidenses. Jarvis es elegible para jugar con Antigua y Barbuda debido a su abuelo. Fue uno de los ocho jugadores radicados en el extranjero que se comprometieron a representar al país en el verano de 2014. Debutó con Antigua y Barbuda durante la clasificación para la Copa del Caribe de 2014. Marcó su primer gol internacional el 5 de septiembre de 2014 contra la República Dominicana.

### Goles internacionales
| N.º | Fecha                   | Sede                                                     | Adversario                   | Gol  | Resultado | Competencia                         |
| --- | ----------------------- | -------------------------------------------------------- | ---------------------------- | ---- | --------- | ----------------------------------- |
| 1.  | 5 de septiembre de 2014 | Antigua Recreation Ground, St. John's, Antigua y Barbuda | República Dominicana         | 2 –0 | 2-1       | Clasificación Copa del Caribe 2014  |
| 2.  | 7 de septiembre de 2014 | Antigua Recreation Ground, St. John's, Antigua y Barbuda | San Vicente y las Granadinas | 2 –1 | 2-1       | Clasificación Copa del Caribe 2014  |
| 3.  | 14 de octubre de 2019   | Instalación de pista y campo sintético, Leonora, Guyana  | Guyana                       | 1 –2 | 1–5       | 2019-20 CONCACAF Liga de Naciones B |

## Logros
Newport County
- Subcampeón del FA Trophy 2011-12